# 김상욱 (프로게이머)
김상욱(1991년 4월 2일 ~ )은 대한민국의 전직 스타크래프트 프로게이머로 아이디는 ZerG이다.

## 선수 시절
2006년 하반기 드래프트에서 온게임넷 스파키즈의 2차 지명으로 입단한 후 2009년 6월 6일 우정호와의 단장의 능선 경기에서 김상욱은 뛰어난 경기력으로 당시 8연승을 이어가던 우정호를 이길 수 있었지만 뒷심 부족으로 패배의 고배를 마셨고 우정호는 이 경기로 인해 포모스 평점 10점을 받게 되었다. 
2010년 10월 하이트 스파키즈가 CJ 엔투스에 흡수 합병되면서 하이트 엔투스 소속이 되었고 2개월 뒤인 2010년 12월 24일 열린 박카스 스타리그 2010 16강에서는 이미 2패로 탈락이 확정된 상황에서 공격적인 저글링 러쉬로 지난 대회 준우승자이자 스타리그 통산 3회 우승 및 3번째 골든마우스의 주인공인 이제동에게 16강 탈락의 굴욕을 선사하며 유종의 미를 거두었으며 2011년 2월 18일 군입대 문제로 은퇴했다.

## 주요 경력
- 2006년 제22회 커리지 매치 입상
- 2007년 곰TV MSL 시즌4 32강
- 2009년 박카스 스타리그 2009 36강
- 2009년 EVER 스타리그 2009 36강
- 2009년 NATE MSL 2009 32강
- 2010년 대한항공 스타리그 2010 Season 1 36강
- 2010년 빅파일 MSL 2010 32강
- 2010년 박카스 스타리그 2010 16강
- 2011년 피디팝 MSL 2010 16강